# Hagota
Hagota (węg. Hágótő) – wieś w Rumunii, w okręgu Harghita, w gminie Tulgheș. W 2011 roku liczyła 147 mieszkańców.